# Istad Bani Suwajf
Istad Bani Suwajf – wielofunkcyjny stadion o pojemności 10 000 widzów, znajdujący się w Bani Suwajfie. Swoje mecze rozgrywa na nim drużyna piłkarska Nadi Tilifunat Bani Suwajf.